# Alva Noto
Alva Noto (Альва Ното) — сценическое имя звукового художника Карстена Николая (Carsten Nicolai), работающего в стилях экспериментальной электронной музыки (глитч, clicks`n`cuts, microwave), одного из основателей лейбла raster-noton. Работает в направлении гибридного искусства. Профессор Высшей школы изобразительных искусств Дрездена.
Николай создаёт аудиокартины из различных тресков и помех, за счёт чего его произведения похожи на едва слышный фон технических и электронных шумов.
Также известен как Noto (Ното) и Aleph-1. Вместе с Франком Бретшнайдером (Frank Bretschneider) и Олафом Бендером (Byetone) является участником музыкального коллектива Signal.
Вместе с Ryoji Ikeda имеет проект под названием Cyclo.

## Дискография
Сольные альбомы:
- Prototypes — 2000 (Mille Plateaux)
- Transform — 2001 (Mille Plateaux)
- Transrapid — 2004 (Raster-Noton)
- Transvision — 2005 (Raster-Noton)
- Transspray — 2006 (Raster-Noton)
- For — 2006 (Line (a division of 12k)) — Коллекция неизданных треков, созданных за последние 4 года.
- Xerrox Vol.1 — 2007 (Raster-Noton)
- aleph-1 — 2007 (iDeal Recordings)
- Unitxt — 2008 (Raster-Noton)
- Xerrox Vol.2 — 2009 (Raster-Noton)
- For 2 — 2010 (Line (a division of 12k)) — Коллекция неизданных треков, созданных за последние 7 лет.

### Соло МиниДиски
- Transrapid — 2004 (Raster-Noton).
- Transvision — 2005 (Raster-Noton).
- Transspray — 2006 (Raster-Noton).

### Соло сбор
- For — Июнь 2006 (Line, a division of 12k). A collection of unreleased tracks created over the previous 4 years.
- For 2 — Март 2010 (Line, a division of 12k). A collection of unreleased tracks created over the previous 7 years.

Альбомы совместного проекта с Риючи Сакамото (Alva Noto + Ryuichi Sakamoto):
- Vrioon — 2002 (Raster-Noton)
- Insen — 2005 (Raster-Noton)
- Revep — 2006 (Raster-Noton)
- utp_ — 2008 (Raster-Noton)
- summvs-2011 (Raster-Noton)

### with Ryoji Ikeda
- Cyclo — 2001 (Raster-Noton)
- Cyclo.id — 2011 (Raster-Noton)

### со Сканер (Scanner) (Robin Rimbaud)
- Uniform: SF MoMA 2001. CD Contains 1 track, "Uniform, " performed and recorded by Carsten Nicolai and Robin Rimbaud (Scanner) for the exhibition of «„010101: Art In Technological Times“» at the San Francisco Museum of Modern Art (SFMOMA) on March 3, 2001.

### с Бликсой Баргельдом, известный как ANBB
- Ret Marut Handshake — 2010 (Raster-Noton)
- Mimikry — 2010 (Raster-Noton)

### с Опиат (Thomas Knak), известный как «Opto»
- Opto Files — 2001 (Raster-Noton). Limited CD release. Number 6 in the raster.static series. CD Comes in a silver anti-static bag with green card insert.
- Opto: 2nd — June 2004 (Hobby Industries). The CD Contains ten tracks, all titled with times of the day. The collaboration was created in a 48-hour period and was inspired by the restored recording from a cassette found in a forest in Eastern Germany.

### с Zeitkratzer
- Zeitkratzer & Carsten Nicolai: Electronics — 2008 (Zeitkratzer Records)

### Compilation appearances (exclusive/non-albums tracks)
- «Monophaser 4» from «V.a. — :2» (2008)
- «Garment» from «Sound Canvas | 1» (2008)
- «Planet Rock» from «Recovery» (2008)
- «Stalker» from «In Memoriam Andrey Tarkovsky» (2008)
- «Haloid Xerrox Copy 3 (Paris)» from «Mind The Gap Volume 70» (2007)
- «06.1 Quanta Random» from «Tribute to Iannis Xenakis» (2007)
- «Sonolumi (For Camera Lucida)» from «Camera Lucida» (2007)
- «Odradek (Music to Play in the Dark)» from «It Just Is In Memoriam Jhonn Balance» (2005)
- «Re10» from «Landscape 2» (2005)
- «Post-Remo» from «Richard Chartier + Various — Re’Post’Postfabricated» (2005)
- «Party Plasibenpuis (for Rune Lindblad)» from «The Hidden City: Sound Portraits from Goteborg» (2004)
- «Time…Dot (3)» from «An Anthology of Noise & Electronic Music / Third A-Chronology 1952—2004» (2004)
- «m6re» from «SoundxVision 2004» (2004)
- «Obi 2 Min.» from «Frecuencies [Hz]» (2003)
- «60 sec» from «Soundcultures» (2003)
- «Strategies Against War 1.0--Covering All Information with White Noise» from «60 Sound Artists Protest the War» (2003) as Carsten Nicolai
- «MM», «Time Dot» from «Raster-Noton. Archiv 1» (2003) as Noto
- «Obi_2.3» from «Electrograph 02 — Athens Sound Media Festival 02» (2002)
- «Menschmaschine» from «Klangmaschine_Soundmachine» (2002)
- «Crystal R» from «Various — Live Sets At Ego 1998—2000» (2002) as Noto
- «M 06 Short» from «Electric Ladyland Clickhop Version 1.0» (2001)
- «Neue Stadt (Skizze 8)» from «Clicks & Cuts, Vol. 2» (2001)
- «Modul 4», «Impulse» from «Raster-Noton.(O)acis Box» (2001) as Noto
- «Neue Stadt Skizze 1» from «Between Two Points» (2001) as Noto
- «Sound Mobile» from «Ringtones» (2001)
- «Prototyp P» from «Raster-Noton. Oacis» (2000)
- «Prototype n.» from «Clicks & Cuts» (2000)
- «Crystal s 10 60 sec.» from «Computer Music Journal Sound Anthology, vol. 24» (2000) as Noto
- «Crystal.s2» from «Microscopic Sound» (1999) as Noto
- «∞ [Radio Teeth Edit]» from «Various — Because Tomorrow Comes #2» (1999) as Carsten Nicolai
- «Polyfoto 1a-1» from «Modulation & Transformation 4» (1999) as Noto
- «Zeit T3» from «Effe 1999» (1999)
- «POL .Motor», «.Test», «.Versuch», «.Anordnung», «.Variation», «.Modell» from «Just About Now» (1998) as Carsten Nicolai
- «Chemnitz» from «Decay» (1997) as Noto

### Ремиксы
- Ryuichi Sakamoto — Insensatez (Re-model by Alva Noto)
- Ryuichi Sakamoto — Undercooled (Alva Noto Remodel)
- Björk — Innocence (Alva Noto Unitxt Remodel 12" Remix)
- Björk — dark matter (alva noto remodel)
- Byetone — Plastic Star (Alva Noto Remix)
- Modwheelmood — Things Will Change (Remodeled by Alva Noto)
- Spyweirdos — Wiesbaden (Already Happened Tomorrow) (Schwarzer Bock Mix)
- Ludovico Einaudi — Divenire (Alva Noto Remodel)
- Pomassl — Sol (Alva Noto Rmx)
- Machinefabriek — Stofstuk (Alva Noto Remix)
- Opiate — 100301 (Re-Model by Alva Noto)
- Greie Gut Fraktion — Wir Bauen Eine Neue Stadt (Alva Noto Remodel)
- Kangding Ray — Pruitt Igoe (Rise) (Alva Noto Remodel)

### Installations, etc.
- Audio installation in the Piazza del Plebiscito, Naples, Italy, December, 2009
- Opening performance for «010101: Art In Technological Times» at the San Francisco Museum of Modern Art (SFMOMA) on March 3, 2001
- Lovebytes Digital Festival, Sheffield, England, 2003
- Sónar Music Festival, 2004 and 2009
- Netmage, Bologna, Italy, 2006
- BBmix Festival, 31 October 2008
- Club Transmediale, Berlin, Germany, 2009, 2008 and 2000
- Pace Gallery, New York, 2010[2]

Альбомы с Opiate
- Opto Files — 2001 (Raster-Noton)